# Friola
Friola is een plaats (frazione) in de Italiaanse gemeente Pozzoleone.